# Chi Sa sâm
Chi Sa sâm (danh pháp khoa học: Adenophora) là một chi thực vật có hoa trong họ Hoa chuông (Campanulaceae). Tên gọi thông thường trong tiếng Anh cho các loài trong chi này là ladybells. Phần lớn các loài là bản địa Đông Á, với một vài loài ở châu Âu. Nhiều loài là đặc hữu Trung Quốc hay Siberia.

## Mô tả
Chi này chứa các loài cây thân thảo sống lâu năm, thường với rễ to mập giống nhu củ cà rốt. Thân thường mọc thẳng từ gốc. Thông thường chúng có một vài lá ở gốc mọc trên các cuống lá dài. Các lá trên thân cây mọc so le ở phần lớn các loài, hiếm khi mọc đối. Hoa đơn độc hoặc mọc thành xim hoa. Tràng hoa hình chuông, phễu hay ống, với 5 thùy. Các ống tràng thường có màu xanh lam. Có một đĩa mật đặc trưng ở đế của các nhị hoa.

## Đa dạng
Có khoảng 62 loài trong chi này.
Các loài bao gồm:

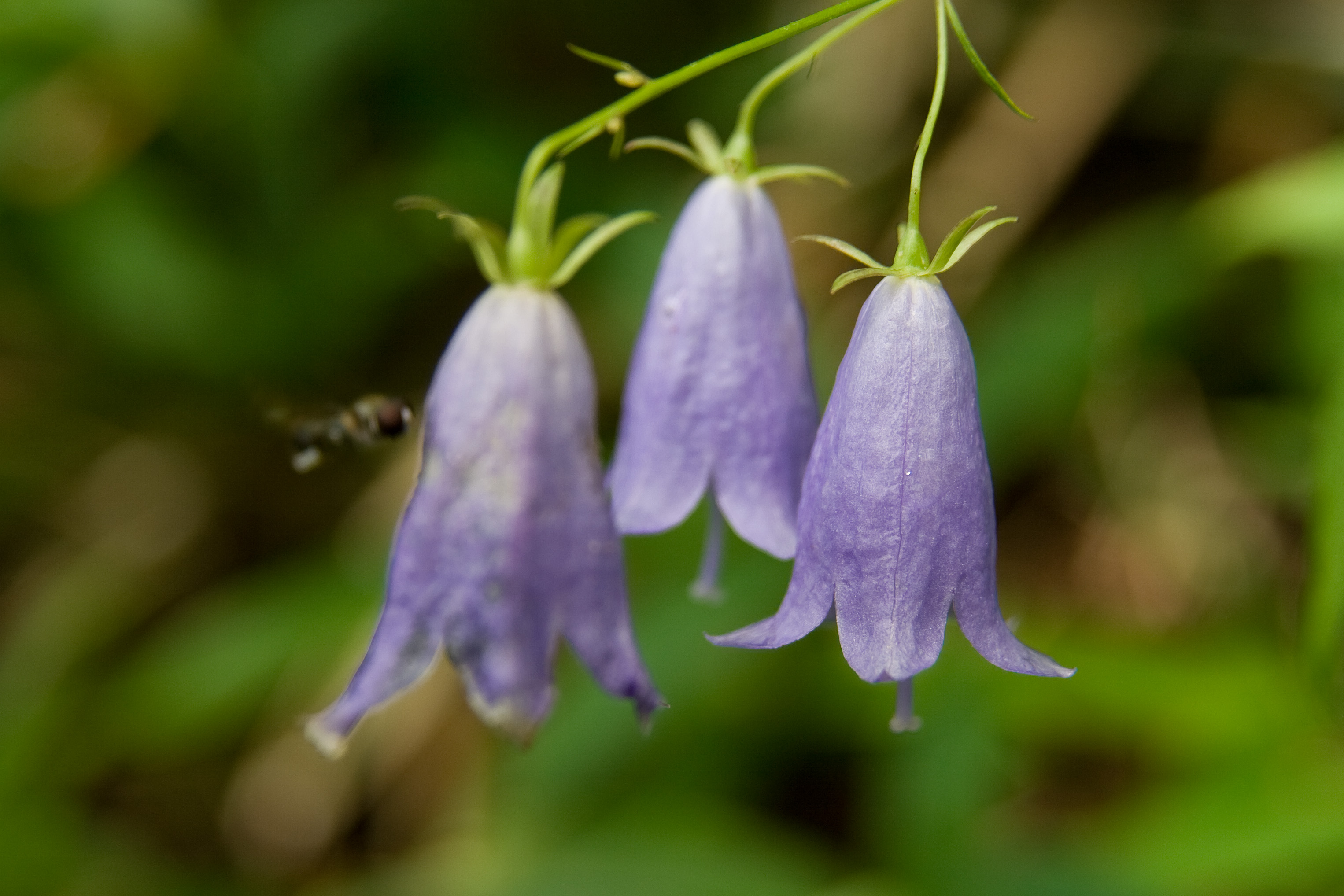
Adenophora nikoensis

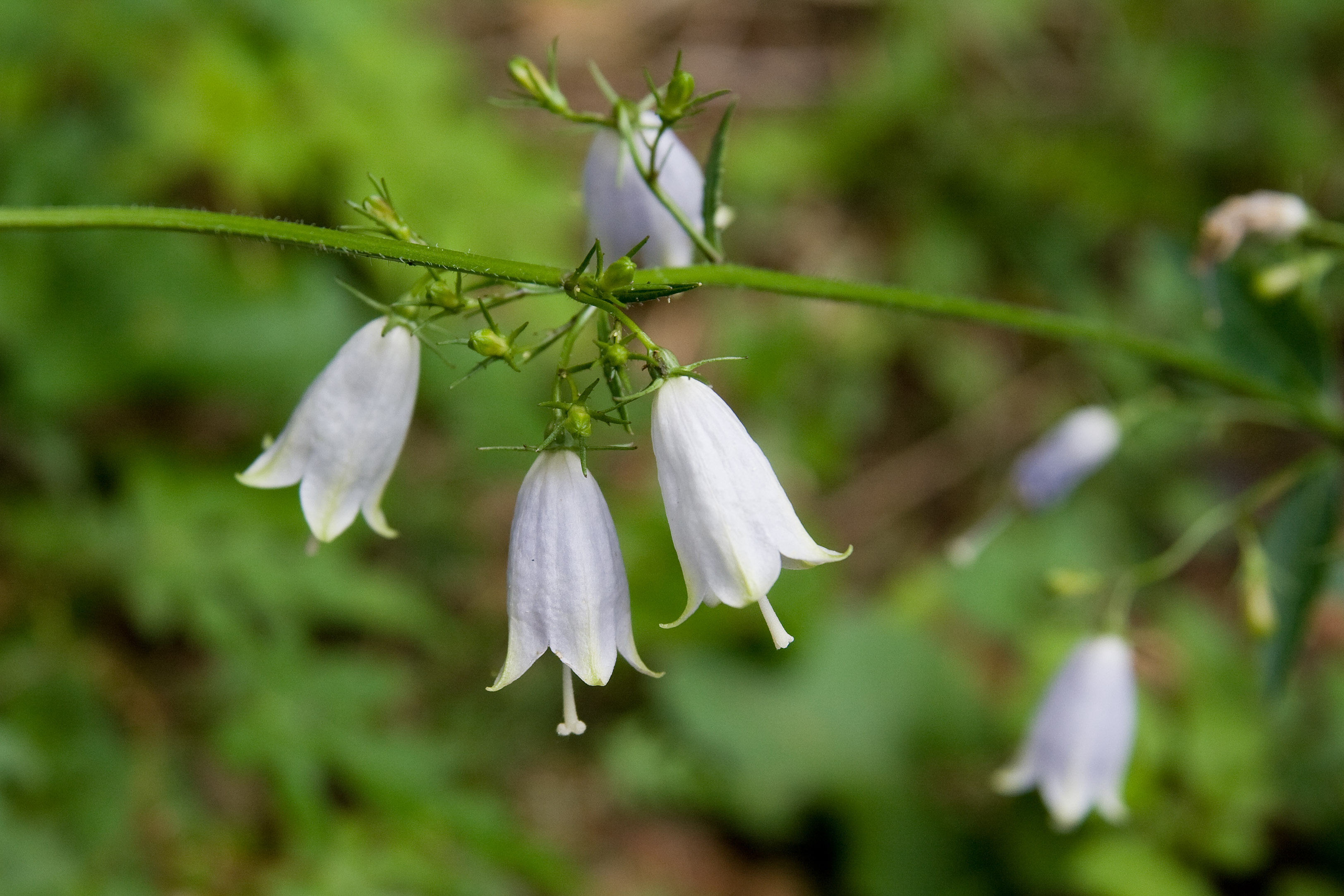
Adenophora triphylla var. japonica

1. Adenophora amurica – sa sâm Amur - Hắc Long Giang.
2. Adenophora brevidiscifera – sa sâm hoa ngắn - Tứ Xuyên.
3. Adenophora capillaris – sa sâm đài hoa nhỏ, sa sâm lá nhỏ - Trùng Khánh, Quý Châu, Hà Bắc, Hà Nam, Hồ Bắc, Nội Mông, Thiểm Tây, Sơn Đông, Sơn Tây, Tứ Xuyên, Vân Nam.
4. Adenophora changaica – Mông Cổ.
5. Adenophora coelestis – sa sâm xanh da trời - Tứ Xuyên, Vân Nam.
6. Adenophora contracta – Liêu Ninh, Nội Mông.
7. Adenophora cordifolia – sa sâm lá hình tim - Hà Nam.
8. Adenophora divaricata – sa sâm cành tỏa (展枝沙参)[6] – Honshu, Shikoku, bán đảo Triều Tiên, Amur, Primorye, Khabarovsk, Hà Bắc, Hắc Long Giang, Cát Lâm, Liêu Ninh, Sơn Đông, Sơn Tây.
9. Adenophora elata – sa sâm hoa dài hẹp - Hà Bắc, Nội Mông, Sơn Tây.
10. Adenophora erecta[7] – sa sâm mọc thẳng[6] – Đảo Ulleungdo.
11. Adenophora fusifolia – Hàn Quốc.
12. Adenophora gmelinii – sa sâm lá hẹp[6], sa sâm phương bắc – Buryatiya, Chita, Amur, Primorye, Mông Cổ, bán đảo Triều Tiên, Hà Bắc, Hắc Long Giang, Cát Lâm, Liêu Ninh, Nội Mông, Sơn Tây.
13. Adenophora golubinzevaeana – Krasnoyarsk.
14. Adenophora grandiflora – sa sâm hoa to[6] – Bán đảo Triều Tiên.
15. Adenophora hatsushimae – Kyushu.
16. Adenophora himalayana – sa sâm Himalaya - Kazakhstan, Kyrgyzstan, Tajikistan, Tây Tạng, Nepal, bắc Ấn Độ, Tân Cương, Cam Túc, Thiểm Tây, Tứ Xuyên.
17. Adenophora hubeiensis – sa sâm Ngạc Tây - Hồ Bắc.
18. Adenophora × izuensis – Honshu.
19. Adenophora jacutica – Yakutiya.
20. Adenophora jasionifolia – sa sâm cam tư - Tây Tạng, Tứ Xuyên, Vân Nam.
21. Adenophora kayasanensis – sa sâm Gayasan[6] – Bán đảo Triều Tiên.
22. Adenophora khasiana (đồng nghĩa A. bulleyana) – sa sâm Vân Nam - Assam, Bhutan, Myanmar, Tây Tạng, Tứ Xuyên, Vân Nam.
23. Adenophora koreana – sa sâm Triều Tiên[6] – Bán đảo Triều Tiên.
24. Adenophora lamarckii – sa sâm Lamark[6], sa sâm Thiên Sơn – Irkutsk, Altai, Kazakhstan, Tân Cương, Mông Cổ, bán đảo Triều Tiên.
25. Adenophora liliifolia – sa sâm lá huệ[6], sa sâm Tân Cương - Trung và Đông Âu (Đức, Thụy Sĩ, Italia v.v.) về phía đông tới Tân Cương.
26. Adenophora liliifolioides – sa sâm Xuyên Tạng - Cam Túc, Thiểm Tây, Tứ Xuyên, Tây Tạng.
27. Adenophora lobophylla – sa sâm lá rách - Tứ Xuyên.
28. Adenophora longipedicellata – sa sâm Hồ Bắc - Trùng Khánh, Quý Châu, tây Hồ Bắc, Tứ Xuyên.
29. Adenophora maximowicziana – Shikoku.
30. Adenophora micrantha – sa sâm hoa nhỏ - Nội Mông.
31. Adenophora morrisonensis – sa sâm Đài Loan - Đài Loan.
32. Adenophora nikoensis – Honshu.
33. Adenophora ningxianica[8] – sa sâm Ninh Hạ - Cam Túc, Nội Mông, Ninh Hạ.
34. Adenophora palustris – sa sâm đầm lầy[6] – Cát Lâm, bán đảo Triều Tiên, Honshu.
35. Adenophora pereskiifolia – sa sâm Mãn Châu[6], sa sâm Trường Bạch – Mông Cổ, Nhật Bản, bán đảo Triều Tiên, Hắc Long Giang, Cát Lâm, Amur, quần đảo Kuril, Primorye, Khabarovsk, Chita, Buryatiya.
36. Adenophora petiolata – sa sâm Tần Lĩnh, sa sâm lá hạnh - An Huy, Trùng Khánh, Phúc Kiến, Cam Túc, Quảng Đông, Quảng Tây, Quý Châu, Hà Bắc, Hà Nam, Hồ Bắc, Hồ Nam, Giang Tô, Giang Tây, Thiểm Tây, Sơn Tây, Tứ Xuyên, Chiết Giang.
37. Adenophora pinifolia – Liêu Ninh.
38. Adenophora polyantha – sa sâm nhiều hoa[6], sa sâm đá – Bán đảo Triều Tiên, An Huy, Cam Túc, Hà Bắc, Hà Nam, Giang Tô, Liêu Ninh, Nội Mông, Ninh Hạ, Thiểm Tây, Sơn Đông, Sơn Tây.
39. Adenophora potaninii – sa sâm lá dài, sa sâm bọt nước - Cam Túc, Hà Bắc, Hà Nam, Liêu Ninh, Nội Mông, Ninh Hạ, Thanh Hải, Thiểm Tây, Sơn Tây, Tứ Xuyên.
40. Adenophora probatovae – Primorye.
41. Adenophora racemosa – sa sâm hoa chùm[6] – Bán đảo Triều Tiên.
42. Adenophora remotidens – sa sâm Incheon[6] – Bán đảo Triều Tiên.
43. Adenophora remotiflora – sa sâm thưa[6], sa sâm lá bạc, tề lá bạc – Primorye, Nhật Bản, bán đảo Triều Tiên, Mãn Châu.
44. Adenophora rupestris – Irkutsk.
45. Adenophora rupincola – sa sâm nhiều lông - Hồ Bắc, Hồ Nam, Giang Tây, Tứ Xuyên.
46. Adenophora sajanensis – Krasnoyarsk.
47. Adenophora sinensis – sa sâm Trung Hoa - An Huy, Phúc Kiến, Quảng Đông, Hồ Nam, Giang Tây.
48. Adenophora stenanthina – sa sâm thân dài - Mông Cổ, Cam Túc, Hà Bắc, Cát Lâm, Nội Mông, Ninh Hạ, Thanh Hải, Thiểm Tây, Sơn Tây, Altai, Amur, Irkutsk, Chita, Buryatiya, Tuva.
49. Adenophora stenophylla – Mông Cổ, Nội Mông, Mãn Châu.
50. Adenophora stricta – sa sâm, sa sâm thẳng[6], sa sâm Xuyên Tây – Bán đảo Triều Tiên, Nhật Bản, An Huy, Trùng Khánh, Phúc Kiến, Cam Túc, Quảng Tây, Quý Châu, Hà Nam, Hồ Bắc, Hồ Nam, Giang Tô, Giang Tây, Thiểm Tây, Tứ Xuyên, Vân Nam, Chiết Giang.
51. Adenophora sublata – Primorye, Khabarovsk.
52. Adenophora takedae – Honshu.
53. Adenophora taquetii – sa sâm Jejudo[6] – Bán đảo Triều Tiên.
54. Adenophora tashiroi – Đảo Fukue, Jeju-do.
55. Adenophora taurica – Krym.
56. Adenophora trachelioides – tề - An Huy, Hà Bắc, Giang Tô, Liêu Ninh, Nội Mông, Sơn Đông, Chiết Giang.
57. Adenophora tricuspidata – sa sâm răng cưa - Hắc Long Giang, Nội Mông, phần lớn Nga thuộc châu Á.
58. Adenophora triphylla – nam sa sâm, sa sâm lớn, sa sâm ba lá, sa sâm bốn lá, sa sâm lá mọc vòng – Bán đảo Triều Tiên, Nhật Bản, quần đảo Lưu Cầu, Đài Loan, Lào, Việt Nam, Viễn Đông Nga, Siberia.
59. Adenophora uryuensis – Hokkaido.
60. Adenophora wilsonii – sa sâm lá tụ - Trùng Khánh, Cam Túc, Quý Châu, Hồ Bắc, Thiểm Tây, Tứ Xuyên.
61. Adenophora wulingshanica – sa sâm Vụ Linh - Bắc Kinh.
62. Adenophora xifengensis – Cam Túc.

## Sử dụng
Nhiều loài Adenophora được sử dụng trong y học cổ truyền Trung Hoa.